# Tocoyena viscidula
Tocoyena viscidula är en måreväxtart som beskrevs av Carl Friedrich Philipp von Martius. Tocoyena viscidula ingår i släktet Tocoyena och familjen måreväxter. Inga underarter finns listade i Catalogue of Life.